# Pfarrhaus (Immeldorf)
Das Pfarrhaus ist ein geschütztes Baudenkmal. Es ist Haus Nr. 19 der Hauptstraße in Immeldorf, einem Gemeindeteil des Marktes Lichtenau im mittelfränkischen Landkreis Ansbach in Bayern. 
Das Pfarrhaus wurde 1754 direkt neben der evangelisch-lutherischen Pfarrkirche St. Georg errichtet. Der zweigeschossige Walmdachbau in Ecklage besitzt vier zu sechs Fensterachsen. Die Rahmungen der Fenster und des Portals sowie das Gesims sind aus Sandstein ausgeführt.